# دانييل كاندياس
دانييل كاندياس (بالبرتغالية: Daniel João Santos Candeias‏) (25 فبراير 1988 في البرتغال - ) هو لاعب كرة قدم برتغالي في مركز الوسط. شارك مع منتخب البرتغال تحت 20 سنة لكرة القدم ومنتخب البرتغال تحت 21 سنة لكرة القدم. أما مع النوادي، فقد لعب مع ريكرياتيفو ونادي باسوش دي فيريرا ونادي بنفيكا ونادي بورتو ونادي ريو أفي ونادي غرناطة ونادي فارزيم ونادي ميتز ونادي نورنبرغ وناسيونال ماديرا ونادي بورتيمونينسي.

## وصلات خارجية
- دانييل كاندياس على موقع الاتحاد الأوربي (الإنجليزية)
- دانييل كاندياس على موقع اتحاد تركيا (لاعب) (الإنجليزية)
- دانييل كاندياس على موقع قاعدة بيانات كرة القدم.إي يو (الإنجليزية)
- دانييل كاندياس على موقع Soccerbase.com (لاعب) (الإنجليزية)
- دانييل كاندياس على موقع Soccerway.com (الإنجليزية)
- دانييل كاندياس على موقع عالم كرة القدم.نت (الإنجليزية)
- دانييل كاندياس على موقع AS.com (الإسبانية)